# Robert Whaley (basket-ball)
Pour les articles homonymes, voir Robert Whaley.
Robert Whaley, né le 16 avril 1982, à Benton Harbor, dans le Michigan, est un joueur américain de basket-ball. Il évolue durant sa carrière au poste de pivot.